# 石川フミヤス
石川 フミヤス（いしかわ フミヤス、1937年4月24日 - 2014年11月24日）は、日本の漫画家。京都府京都市南区唐橋門脇町出身。本名は石川文康。血液型はB型。

## 略歴
子供の頃から手塚治虫の漫画に慣れ親しむ。高校卒業後、病弱だったため就職を断念、家でも出来る仕事として漫画家を目指す。
1956年12月、日の丸文庫より『復讐の鬼』でデビュー。その後は『影』（日の丸文庫）、『街』（セントラル出版）などの貸本漫画誌に執筆。1959年、さいとう・たかを、桜井昌一、辰巳ヨシヒロらとともに漫画家グループ「劇画工房」に参加する。1960年、「劇画工房」解散後「さいとう・プロダクション」設立と共にスタッフとなる。1963年、代表作となる高校生を主人公とした青春漫画『青春の息吹』シリーズを発表。以後8巻まで刊行された。その後は晩年まで高校の後輩である武本サブローと共にさいとう・たかをのチーフアシスタントとして『ゴルゴ13』等の製作に関わっていた。
2009年6月3日には、同年7月31日まで石川の原画展「石川フミヤス展」が行われた。
2014年11月24日器質化肺炎のため東京都内の病院で死去。77歳没。

## 主な作品

### 個人の作品
- 復讐の鬼（日の丸文庫）
- 渦巻く炎（日の丸文庫）
- 見捨てられた世界（少年山河、あかしや書房）
- 青春の息吹シリーズ（さいとうプロ）
- 犬と少女と少年（ホープ書房）※石川は第二章を担当。第一章は山田節子。
- 闇のくノ一かまり弁天（リイド社）
- いくさ餓鬼（脚本：沖吾郎（さいとう・たかを）、週刊漫画TIMES、芳文社）

### その他
- 完全復刻版　影・街（石川フミヤス、草川秀男、久呂田まさみ、さいとう・たかを、桜井昌一、佐藤まさあき、高橋真琴、辰巳ヨシヒロ、松本正彦）